# کلیفتون رینز
کلیفتون رینز (به انگلیسی: Clifton Reynes) یک روستا و محله مدنی در بریتانیا است که در میلتون کینز واقع شده‌است. کلیفتون رینز ۱۷۸ نفر جمعیت دارد.